# Verkehrsbetrieb der Landschaft Davos
Der Verkehrsbetrieb der Landschaft Davos (VBD) betreibt seit 1990 das derzeit sieben Linien umfassende Davoser Ortsbusnetz. Dazu verfügt er derzeit über einen betriebseigenen Fuhrpark von 13 Linienbussen, der von den Fahrzeugen mehrerer Konzessionäre ergänzt wird.

## Streckennetz
Das Davoser Liniennetz besteht aus acht Linien, welche sich über die gesamte Landschaft Davos erstrecken:
| Linie | Streckenverlauf                                                                          | Betreiber                |
| ----- | ---------------------------------------------------------------------------------------- | ------------------------ |
| 301   | Laret – Wolfgang – Bahnhof Dorf – Postplatz – Spital – Frauenkirch – Glaris              | VBD + Kessler + Postauto |
| 303   | Stilli → Bahnhof Dorf → Postplatz → Bahnhof Platz → Bahnhof Dorf (halbseitiger Rundkurs) | VBD                      |
| 304   | Bahnhof Dorf → Bahnhof Platz → Postplatz → Bahnhof Dorf → Stilli (halbseitiger Rundkurs) | VBD                      |
| 305   | Seehofseeli – Bahnhof Dorf – Talstation Davos Pischabahn (nur Wintersaison)              | Kessler                  |
| 308   | Bahnhof Platz – Spital – Clavadel – Sertig                                               | Postauto                 |
| 310   | Glaris – Monstein                                                                        | Postauto                 |
| 312   | Bahnhof Dorf – Teufi – Dürrboden (nur Sommersaison)                                      | Kessler                  |
| 313   | Bahnhof Dorf – Duchli – Teufi                                                            | VBD                      |

### Durchmesserlinie 301
Die Linie 301 stellt das Rückgrat des Davoser Ortsbusnetzes dar und durchzieht die Landschaft Davos von Nord nach Süd.
Sie führt vom Kehrplatz der Haltestelle Laret Landhaus, welche sich im Norden der Gemeinde beim Weiler Laret befindet, über die Prättigauerstrasse auf die Passhöhe Wolfgang und von dort aus vorbei an der Hochgebirgsklinik und am Davosersee entlang. Ab dem Bahnhof Dorf folgt die Strecke der Promenade vorbei an der Talstation der Parsennbahn weiter nach Davos Platz, wo über Kongresszentrum, Sportzentrum und der Talstation der Schatzalp-Bahn der Postplatz und das Davoser Spital erreicht werden. Anschliessend verlässt die Linie das Zentrum von Davos, um den Landwassertal nach Süden zu folgen und über den Weiler Frauenkirch, die Mühle und den Bahnhof Glaris mit der Talstation der Rinerhornbahn den südlichen Endpunkt in Glaris Ortolfi zu erreichen.
Die Linie 301 verkehrt im Winter tagsüber im 15-Minuten-Takt zwischen Glaris und Wolfgang. Jeder zweite Kurs fährt ab Wolfgang weiter bis Laret, womit sich auf diesem kurzen Teilstück ein 30-Minuten-Takt ergibt. In Tagesrandlage werden zudem beide Aussenabschnitte Glaris – Spital und Davos Dorf – Laret sukzessive weiter ausgedünnt. Ab etwa 19 Uhr bis Mitternacht verkehrt nur noch ein Kurs pro Stunde in die nördlichen und südlichen Aussenfraktionen.
Im Sommer verkehren alle halbe Stunde Kurse zwischen Glaris und Laret, welche zwischen Spital und Bahnhof Dorf auf einen 15-Minuten-Takt verdichtet werden. Im Spätverkehr werden die Aussenfraktionen wie im Winter stündlich erschlossen.
Ergänzend zu den Bussen des VBD wird regulär auch je ein Umlauf von Fahrzeugen der Kessler AG und von Postauto Graubünden bedient.
Die Fahrzeit für die Gesamtstrecke beträgt in Richtung Norden etwa 34 und in Richtung Süden rund 32 Minuten.

### Rundkurslinien 303 und 304
Die Linien 303 und 304 bilden sich ergänzende Rundkurse im Zentrum von Davos.
Linie 303 führt von der am Rande des Flüelatals liegenden Haltestelle Stilli über den Bahnhof Dorf und die Promenade zum Postplatz und weiter zum Bahnhof Platz, wo sich auch die Talstation der Jakobshornbahn befindet, um dann über die Talstrasse wieder zurück zum Bahnhof Dorf zu gelangen.
Linie 304 verkehrt auf der gleichen Strecke in entgegengesetzter Richtung: Sie beginnt am Bahnhof Dorf, folgt der Talstrasse zum Bahnhof Platz, um von dort über den Postplatz, die Promenade und erneut vorbei am Bahnhof Dorf die Endhaltestelle Stilli zu erreichen. Auf Promenade und Talstrasse fahren die Busse der Linie 4 dazu entgegen der auf beiden Strassen geltenden Einbahnregelung im Gegenverkehr.
Die Rundkurslinien verkehren zu den Hauptverkehrszeiten im Winter im 15-Minuten-Takt. In Tagesrandlage wird der Anschnitt auf der Talstrasse und zwischen Bahnhof Dorf und Stilli nur noch einmal pro Stunde und Richtung bedient.
Im Sommer wird tagsüber auf der Promenade ebenfalls ein 15-Minuten-Takt pro Richtung angeboten. Nur jeder zweite Kurs fährt darüber hinaus weiter auf der Talstrasse und nach Stilli, womit sich hier ein 30-Minuten-Takt ergibt.
Die durchschnittliche Fahrzeit beträgt ab Stilli und gegen den Uhrzeigersinn (Linie 303) 25 Minuten und im Uhrzeigersinn und bis Stilli (Linie 304) 24 Minuten.
Die Fahrzeuge wechseln an den Endpunkten Stilli und Bahnhof Dorf für die Rückfahrt von einer Linie zur anderen, im Sommer wendet zudem jeder zweite Kurs bereits am Bahnhof Platz.

### Pischabus 305
Die Linien 305 fährt (neu ab Wintersaison 2023/2024) von der Haltestelle Seehofseeli via Bahnhof Dorf bis zur Talstation der Pischabahn.
Diese Linie verkehrt zwischen 8:00 Uhr 17:00 Uhr im Halbstundentakt (zeitweise Viertelstundentakt). Die Fahrt dauert ca. 15 Minuten.

### Sertig (Linie 308)
Die Linie 308 führt vom Bahnhof Davos Platz zum Spital, weiter nach Clavadel, welches über dem Taleingang zum Sertigtal liegt, bis zuhinterst ins Sertigtal nach Sertig Sand.
Diese Linie wird von Postauto Graubünden bedient und verkehrt das ganze Jahr über stündlich, wobei einzelne Fahrten ab Bahnhof Platz nur bis zu einem Kehrplatz an der Höhenklinik Clavadel und zurück verkehren. Für die Gesamtstrecke benötigt der Bus üblicherweise 25 Minuten berg- und 27 Minuten talwärts.

### Monstein (Linie 310)
Die Linie 310 verbindet den Endpunkt der Linie 301 in Glaris mit dem Dorf Monstein, welches sich hoch über dem Landwassertal befindet.
Auch auf dieser Linie kommt ein Postauto zum Einsatz, welches die Strecke im Stundentakt bedient. Die Fahrzeit beträgt 12 Minuten bergwärts und 11 Minuten talwärts.

### Dischma (Linien 312 und 313)
Die Linie 312 erschliesst ausgehend vom Bahnhof Dorf das hintere Dischmatal. Über Teufi hinaus folgt die Strecke der befestigten Strasse bis Dürrboden.
Es verkehren fünf Kurse täglich ausschliesslich in der Sommersaison. Die Fahrten werden mit Fahrzeugen der Kessler AG durchgeführt. Die Fahrzeit beträgt 30 Minuten.
Die Linie 313 verbindet den Bahnhof Dorf entlang der Dischmastrasse mit den Höfen und Weilern des unteren Dischmatals und endet in Teufi.
Zwischen Bahnhof und dem Sägewerk Duchli verkehren die Busse ganzjährig etwa halbstündlich, weiter bis Teufi jede Stunde. Die Fahrt dauert circa 12 Minuten.

## Fahrzeuge

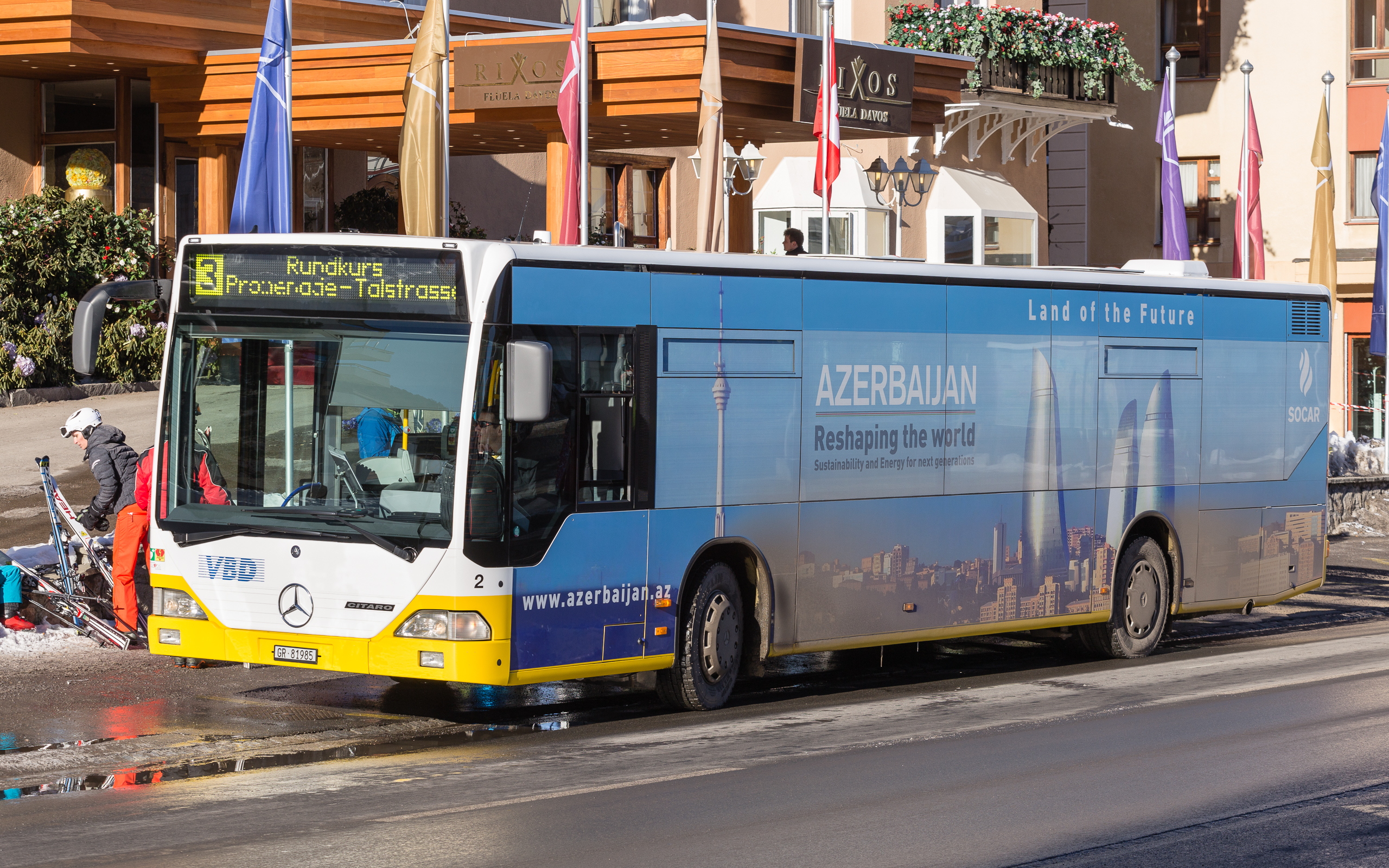
VBD-Bus mit internationaler Vollwerbung während des WEF

Der Wagenpark umfasst zurzeit 13 Niederflurbusse. Alle sind mit Partikelfiltern ausgerüstet, diese beseitigen 99 % des Russ- und Feinstaubs aus den Abgasen.
Durchschnittlich fährt jeder Bus ca. 35'000 Kilometer im Jahr, die Spitzenleistung ist ca. 70'000 km, ein Linienbus ist 12–13 Jahre in Betrieb. (Stand: 22. November 2021)
| Nr | Fahrzeugtyp                              | Baujahr | Design                  | Motorleistung   | Plätze   |
| -- | ---------------------------------------- | ------- | ----------------------- | --------------- | -------- |
| 01 | Mercedes-Benz O 530 III „C2“             | 2016    |                         | 220 kW / 299 PS | 27 + 80  |
| 02 | Mercedes-Benz O 530 III „C2 Hybrid“      | 2021    | VBD-Design (gelb-weiss) | 220 kW / 299 PS | 27 + 80  |
| 03 | Mercedes-Benz O 530 III „C2“             | 2017    | Vollwerbung Davos       | 220 kW / 299 PS | 27 + 80  |
| 04 | Mercedes-Benz O 530 III „C2 Hybrid“      | 2020    | VBD-Design (gelb-weiss) | 220 kW / 299 PS | 27 + 80  |
| 05 | MAN NM223 A76                            | 2005    | VBD-Design (weiss)      | 162 kW / 220 PS | 21 + 43  |
| 06 | Mercedes-Benz O 530 III „C2 Hybrid“      | 2021    | VBD-Design (gelb-weiss) | 220 kW / 299 PS | 27 + 80  |
| 07 | Mercedes-Benz O 530 II „Citaro Facelift“ | 2008    | VBD-Design (gelb-weiss) | 220 kW / 299 PS | 27 + 80  |
| 09 | Mercedes-Benz O 530 III „C2“             | 2015    | VBD-Design (gelb-weiss) | 220 kW / 299 PS | 27 + 80  |
| 10 | Mercedes-Benz O 530 III „C2“             | 2015    | VBD-Design (gelb-weiss) | 220 kW / 299 PS | 27 + 80  |
| 11 | Mercedes-Benz O 530 III G „C2“           | 2014    | VBD-Design (gelb-weiss) | 260 kW / 360 PS | 36 + 133 |
| 12 | Mercedes-Benz O 530 III G „C2“           | 2018    | VBD-Design (gelb-weiss) | 260 kW / 360 PS | 36 + 133 |
| 13 | Mercedes-Benz O 530 II G Citaro Facelift | 2010    | VBD-Design (gelb-weiss) | 260 kW / 360 PS | 40 + 124 |
| 14 | Mercedes-Benz O 530 II G Citaro Facelift | 2009    | VBD-Design (gelb-weiss) | 260 kW / 360 PS | 40 + 124 |
| 15 | Mercedes-Benz O 530 III G „C2 Euro 5“    | 2012    | VBD-Design (gelb-weiss) | 260 kW / 360 PS | 36 + 133 |
| 16 | Mercedes-AMG O630                        | 2016    | Petronas-Design         | 500 kW / 680 PS | 3 + 150  |

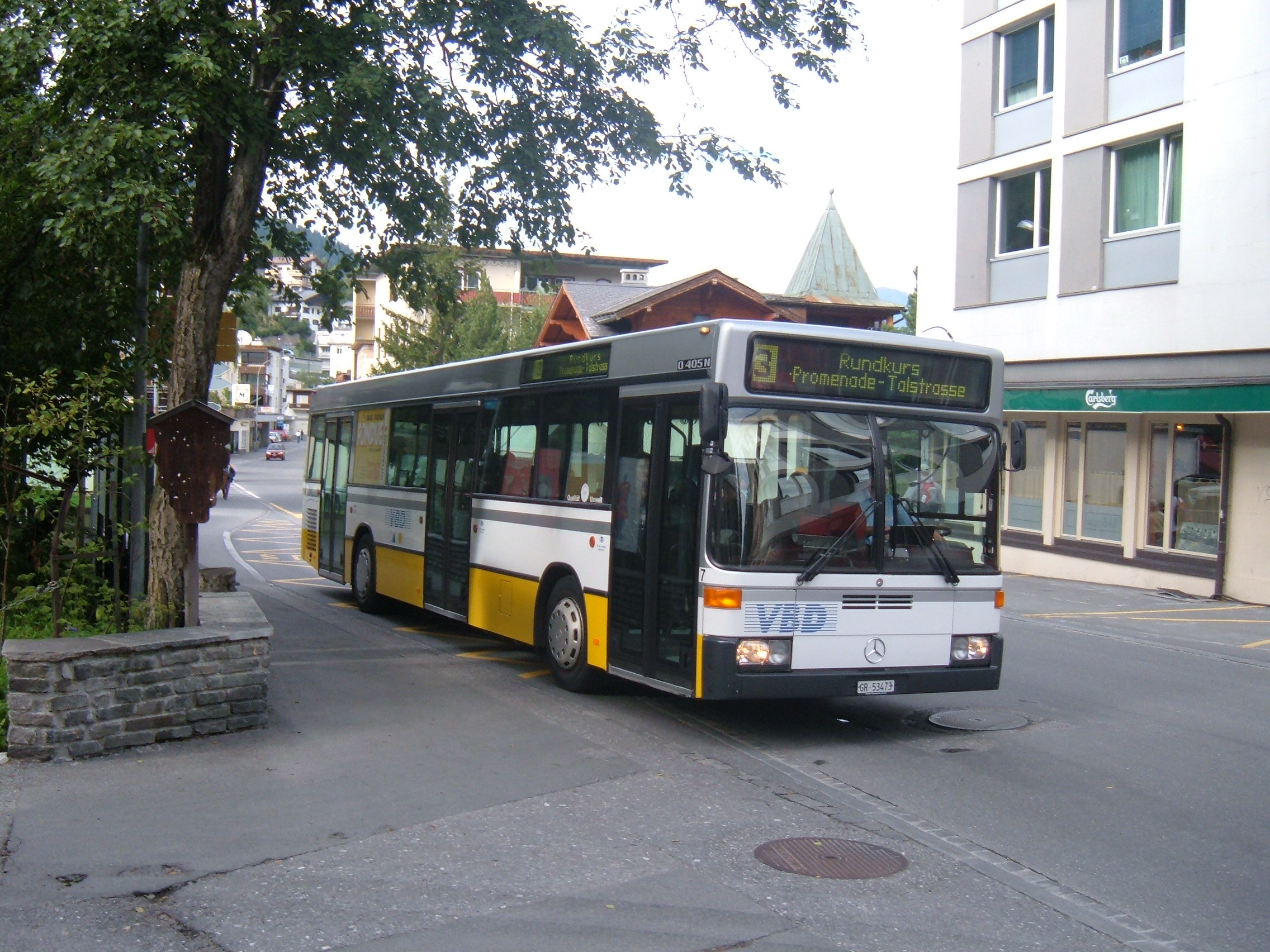
Wagen 7 verlässt gerade die Haltestelle Dischmastrasse in Richtung Davos Platz.

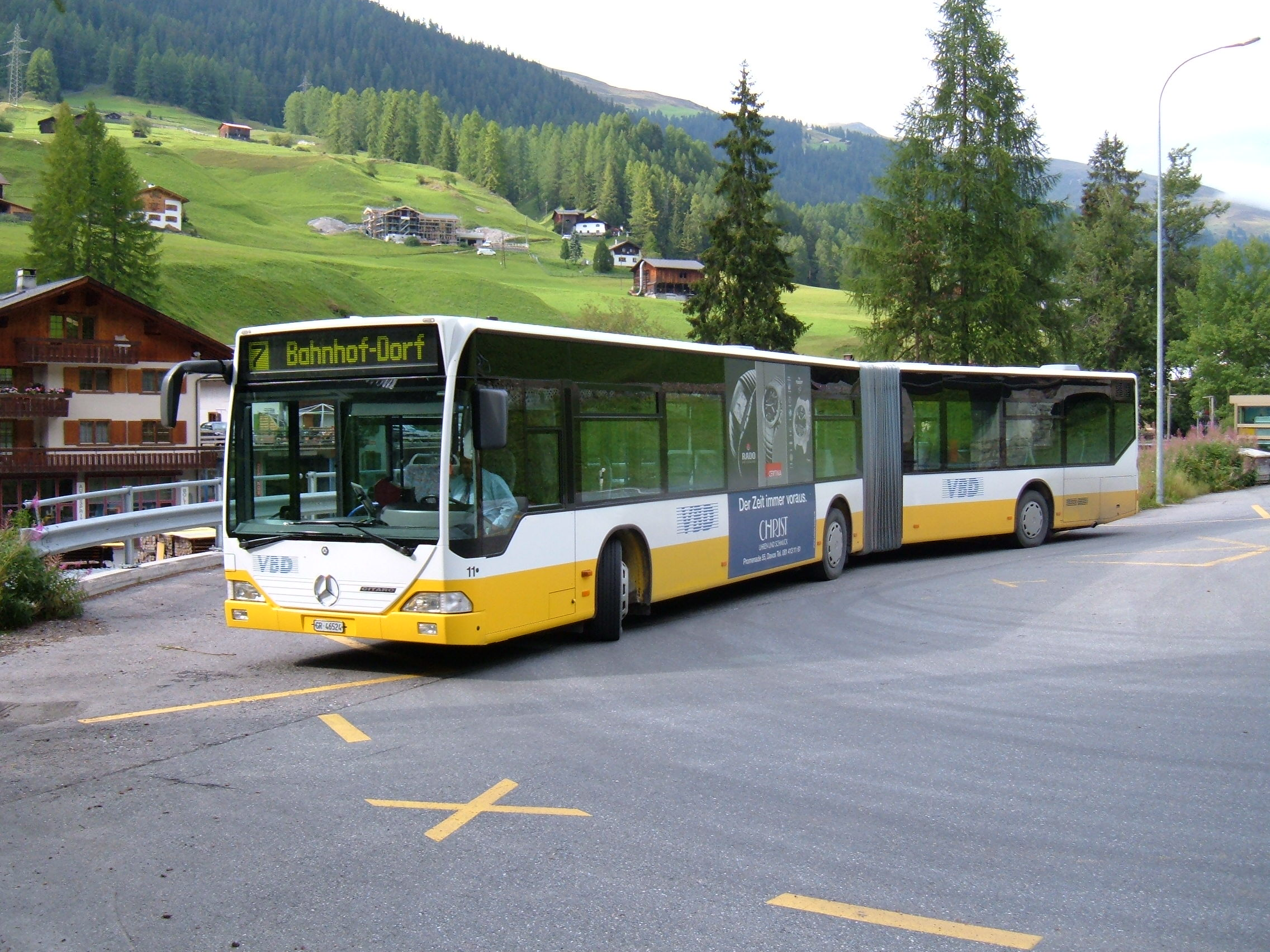
Der Gelenkbus Nummer 11 steht am 26. August 2005 auf dem Wendeplatz in Glaris Ortolfi.

Der VBD Davos besass 2008 13 Busse, bis auf den MAN-Midibus sind alle von Mercedes-Benz. Dies sind im Einzelnen die oben aufgelisteten Fahrzeuge. Sie sind in der neuen Garage des VBD Davos im Oberdorf abgestellt. Alle Fahrzeuge sind Niederflur-Busse, was ein Einsteigen an den Haltestellen leichter macht. Die Gelenkbusse werden vorwiegend auf der Linie 301 eingesetzt. Die Linienbusse des VBD, die keine Vollwerbung tragen, haben eine weiss-gelbe Lackierung. Ein Bus trägt eine schwarze Lackierung mit Vollwerbung für das Casino Davos, ein Wagen ist weiss lackiert und wirbt für die Elektrizitätswerke Davos und ein Wagen wirbt für das Rätia Center. Die Standardbusse besitzen drei Türen, was ein schnelleres Einsteigen und Verlassen des Fahrzeuges und damit eine kürzere Standzeit an den Haltestellen ermöglicht. Die in Davos eingesetzten Gelenkbusse besitzen vier Türen, zwei vor dem Gelenk und zwei hinter dem Gelenk. Der 2006 beschaffte Midibus ist der einzige Bus des VBD mit nur 2 Türen. Er wird auf der Linie 313 zwischen Davos Dorf und Duchli Säge beziehungsweise Teufi eingesetzt. Ab 2017 sind in Davos nur noch Mercedes-Benz Citaro mit Euro 6 und Euro 5.

### Kessler Betriebe AG
| Nr | Fahrzeugtyp                         | Baujahr | Design | Motorleistung   | Plätze   |
| -- | ----------------------------------- | ------- | ------ | --------------- | -------- |
|    | Mercedes-Benz O 530 III „C2 Euro 5“ | 2012    | weiss  | 220 kW / 299 PS | 27 + 80  |
|    | Mercedes-Benz O 530 III G „C2“      | 2017    | grau   | 260 kW / 360 PS | 40 + 124 |

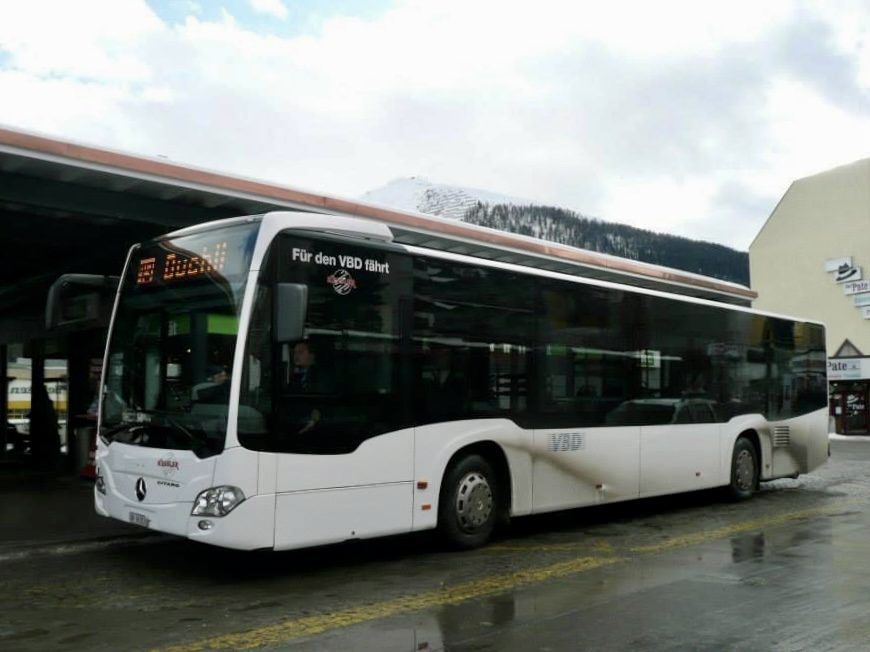
C2 Euro 5 von Kessler Betriebe AG beim Bahnhof Dorf

Die Kessler Betriebe AG fährt im Auftrag der VBD die Linie 312 und einen Umlauf auf der Linie 301.

### PostAuto
| Nr    | Fahrzeugtyp                    | Baujahr | Design | Motorleistung   | Plätze   |
| ----- | ------------------------------ | ------- | ------ | --------------- | -------- |
| 11590 | Mercedes-Benz O 530 III G „C2“ | 2020    | gelb   | 260 kW / 360 PS | 40 + 124 |

Ein Umlauf auf der Linie 301 wird von PostAuto gefahren.

## Spezielles
Ab Juli 2008 sind alle Fahrzeuge mit Defibrillatoren ausgestattet.
Seit Sommer 2009 gibt es in allen Bussen ein neues Kassensystem.
Im Zuge des alljährlich in Davos statt findenden World Economic Forum werden die Fahrzeuge des VBD und seiner Partner für die Dauer der Tagung grossflächig mit internationalen Vollwerbungen beklebt.